# Rind (Vayots Dzor)
Pour l’article homonyme, voir Rind.
Rind (en arménien Ռինդ) est une communauté rurale du marz de Vayots Dzor, en Arménie. Elle compte 1 516 habitants en 2008.